# قورباغه درختی چشم‌سرخ
قورباغه درختی چشم‌سرخ ∗ قورباغه‌ای درختی است که بومیِ مناطق زیستی جنگل‌های بارانی آمریکای مرکزی می‌باشد. این جانور، همانطور که از نامش پیداست، دارای چشمانی سرخ، دماغی باریک و پوستی سبز با خط‌های آبی و در کناره‌های بدنش و انگشتانی نارنجی است. این گونه از قورباغه، دارای پوستی نازک در ناحیهٔ شکم و نیز پوستی ضخیم در بخش کمرشان هستند.

## تغذیه
قورباغه درختی چشم‌سرخ موجودی گوشتخوار بوده و شب هنگام به شکار می‌رود. در حین کمین و شکار حشرات و موجودات کوچک، رنگ سبز این نوع قورباغه به او در استتار در لابه‌لای ساقه و برگ‌ها کمک می‌کند. غذای اصلی این حیوان، جیرجیرک، زنجره، بید، پروانه، مگس، ملخ و حتی غورباغه‌های کوچک است، البته هر نوع جانداری که از لحاظ جثه در دهان قورباغه درختی چشم‌سرخ جای شود، می‌تواند خوراک این نوع دوزیست باشد. غذای بچه قورباغه درختی چشم‌سرخ اغلب مگس میوه و جیرجیرک‌های کوچک است.